# Буковиці-Кольонія
Буковиці-Кольонія (пол. Bukowice-Kolonia) — село в Польщі, у гміні Лешна-Подляська Більського повіту Люблінського воєводства.
Населення — 194 особи (2011).
У 1975-1998 роках село належало до Білопідляського воєводства.

## Демографія
Демографічна структура станом на 31 березня 2011 року:
|          | Загалом | Допрацездатний вік | Працездатний вік | Постпрацездатний вік |
| -------- | ------- | ------------------ | ---------------- | -------------------- |
| Чоловіки | 103     | 16                 | 70               | 17                   |
| Жінки    | 91      | 16                 | 48               | 27                   |
| Разом    | 194     | 32                 | 118              | 44                   |